# Athos Tanzini
Athos Tanzini (ur. 30 stycznia 1913 w Livorno, zm. 28 września 2008 w Malindi) – włoski szablista, srebrny medalista olimpijski.
Na igrzyskach olimpijskich w Berlinie w 1936 roku wspólnie z Giulio Gaudinim, Gustavo Marzim, Vincenzo Pintonem, Aldo Montano i Aldo Masciottą zdobył drużynowo srebrny medal. W rywalizacji indywidualnej nie startował. Był to jego jedyny występ olimpijski.
Nie zdobył medalu mistrzostw świata.